# Parc provincial Pillar
Le parc provincial Pillar (anglais : Pillar Provincial Park) est un parc provincial de la Colombie-Britannique au Canada. Il est situé à 11 km au nord de Falkland. Il a une superficie de 2,34 ha et il a pour mission de protéger une cheminée de fée localisée à flanc de colline du lac Pillar.

## Géographie
Le parc provincial Pillar est situé dans le district régional de Thompson-Nicola à mi-chemin entre les localités de Falkland (en) et Chase le long du chemin Falkland-Chase. Le parc a une superficie de 2,34 ha. Il est contiguë à un site de récréation administré par le ministère des Forêts, des Terres et de l'Opération des ressources naturelles.
Il a pour mission de protégée une cheminée de fée en conglomérat. Elle est située dans une forêt ouverte de douglas de Menzies accompagné de quelques pin ponderosa sur une pente modérée.

## Histoire
Le parc provincial Pillar est situé sur le territoire des bandes de Splatsin (en), de Neskonlith (en), d'Adams Lake (en), de Little Shuswap et d'Okanagan (en).
La création du parc avait été recommandée par le Okanagan-Shuswap Land and Resource Management Plan, qui cherchait à protéger la cheminée de fée des visiteurs en aménageant le site. Il a été créé le 17 mai 2004 par le Parks and Protected Areas Statutes Amendment Act.

## Infrastructure
Un sentier de randonnée de 250 m relie le site de récréation à la cheminée de fée.